# Madeleine Juneau
Pour les articles homonymes, voir Juneau (homonymie).
Sœur Madeleine Juneau (née le 10 novembre 1945 à Saint-Augustin-de-Desmaures au Québec et morte le 26 juin 2020 à Verdun), est une enseignante et une muséologue canadienne québécoise. Elle est membre de la congrégation de Notre-Dame de Montréal.

## Biographie
Madeleine Juneau a grandi dans une famille de trois filles et sept garçons à Saint-Augustin-de-Desmaures. En 1966, elle devient religieuse de la Congrégation de Notre-Dame. Elle enseigne à Montréal puis, de 1972 à 1982, à Hearst en Ontario. De 1984 à 1997, elle est la directrice des services éducatifs de la Maison Saint-Gabriel à Montréal, site historique propriété de cette communauté religieuse. Elle en est la directrice générale à partir de 1997.
Elle reçoit de nombreux honneurs. En 2013, elle reçoit le prix Gérard-Morisset, l'un des 14 prix annuels décernés annuellement par le gouvernement du Québec en reconnaissance d’une carrière remarquable dans les domaines scientifiques et culturels. Ce prix lui est donné pour souligner le rôle qu'elle a joué dans le dynamisme de la Maison Saint-Gabriel, dans la conservation de ce joyau du patrimoine architectural et historique de Montréal, et dans la connaissance du patrimoine montréalais. 
Ouverte au public depuis 1966, la Maison Saint-Gabriel était surtout un centre d'interprétation autour de l'œuvre des Sœurs de la Congrégation de Notre-Dame. Au début des années 1990, la Maison accueillait quelque 6 000 visiteurs par année. Elle est devenue un lieu d'interprétation de la vie rurale en Nouvelle-France où les Filles du Roy sont mises en évidence ainsi que le paysage culturel (habitation, cuisine, vie quotidienne). En 1998, l'achalandage passait à 35 000 visiteurs. Diverses initiatives d'éducation populaire sont ajoutées : création d'un parcours d'épices historiques, reconstitution d'un jardin d'apothicaire du XVIIe siècle, organisation de ventes aux enchères sur les lieux, récitation de contes, présentation de conférences dans une taverne, etc. En 2009-2010, le musée est agrandi au coût de 9 500 000 $ avec la transformation de la résidence Jeanne-Le Ber, logement  des religieuses, pour en faire le pavillon Catherine-Crolo, pavillon d'accueil des visiteurs, comprenant une boutique et une tisanerie, une aire d'animation, un lieu de restauration et des salles de conférences. Aujourd'hui, le site attire plus de 75 000 visiteurs par année. Classée monument historique en 1965, la Maison a été désignée lieu historique national par la Commission des lieux et monuments historiques du Canada en 2007. Elle a reçu six Grands prix régionaux du tourisme québécois en 1999, 2003, 2005, 2007, 2009 et 2010 dans la catégorie Attraction touristique de moins de 100 000 visiteurs, dans la région de Montréal.
Le 28 novembre 2016, Sœur Madeleine Juneau reçoit des mains de David Johnston, gouverneur général du Canada, le prix d’histoire du Gouverneur général du Canada pour l’excellence des programmes en musées – Histoire vivante!, pour son exposition « Le cheval Canadien, une race à part », présentée à la Maison Saint-Gabriel en 2015 à l'occasion du 350e anniversaire du cheval Canadien.
En 2017, elle reçoit deux grands honneurs. Le 22 juin à Québec, le Premier ministre du Québec, Philippe Couillard, l'a décorée à titre de Chevalière de l’Ordre national du Québec, et le lendemain, 23 juin, à Rideau Hall à Ottawa, elle a reçu de David Johnston, gouverneur général du Canada, la Croix du service méritoire – division civile, qui reconnaît une action qui a été accomplie avec un professionnalisme exceptionnel et dont le Canada a tiré des avantages considérables.

## Implications
Madeleine Juneau a siégé aux conseils d’administration du Regroupement économique et social du Sud-Ouest, de la Chambre de commerce du Sud-Ouest de Montréal, et de la Société historique de Pointe-Saint-Charles. Elle a occupé le poste de présidente à la Société des directeurs des musées montréalais pendant six années. Elle était membre de la Chambre de commerce du Montréal métropolitain, et membre de la Commission franco-québécoise des lieux de mémoire communs. Elle était aussi membre du conseil d'administration de l’Association du tourisme religieux et spirituel du Québec, fondée en décembre 2018.

## Honneurs
- 2005 : prix Unio en tant que personnalité d’affaires de l’année
- 2006 : prix Femmes d'affaires du Québec
- 2009 : prix Bâtisseur du Sud-Ouest, décerné par le Regroupement économique et social du Sud-Ouest (RESO)
- 2011 : médaille de l'Assemblée nationale du Québec[3]
- 2012 : prix Thomas-Baillargé de l'Ordre des architectes du Québec, remis conjointement avec la Congrégation de Notre-Dame[4]
- 2012 : médaille du jubilé de diamant de la Reine Elizabeth II[5]
- 2013 : prix Gérard-Morisset
- 2016 : prix d’histoire du Gouverneur général du Canada dans les musées : Histoire vivante
- 2017, 22 juin : Chevalière de l’Ordre national du Québec
- 2017, 23 juin : Croix du service méritoire – division civile
- 2019, 17 mai : Officière de l'Ordre de Montréal[6]

## Citation
- « Par l'entremise de la Maison Saint-Gabriel, je me suis donné comme mission de passer la mémoire. Mais c'est aussi ce que font les enseignants : transmetteurs de savoir, ils sont par définition des passeurs de mémoire. »

## Médiagraphie
- Francine Bordeleau, « Juneau, Madeleine Prix Gérard-Morisset 2013 Catégorie : Culturelle », Les Prix du Québec, lauréats et lauréates, [En ligne] http://www.prixduquebec.gouv.qc.ca/recherche/desclaureat.php?noLaureat=463 (page consultée le 8 juillet 2014)
- Communiqué de presse par la Maison Saint-Gabriel
- « Madeleine Juneau, directrice générale de la Maison Saint-Gabriel, reçoit la médaille de l’Assemblée nationale du Québec pour l’ensemble de son œuvre », Commission franco-québécoise sur les lieux de mémoire communs, 6 juin 2011, [En ligne] http://www.cfqlmc.org/quoi-de-neuf-/654 (page consultée le 8 juillet 2014)